# دیدارهای فوتبال ایران و برزیل
تیم ملی ایران و تیم ملی برزیل تاکنون ۳ بار در مقابل یکدیگر قرار گرفته‌اند. حاصل این بازیها، ۱ برد برای تیم ملی ایران، ۱ برد برای تیم ملی برزیل و ۱ مساوی می‌باشد 
در این بازی‌ها جمعاً ۸ گل به ثمر رسیده است که ۳ گل سهم تیم ایران و ۵ گل سهم تیم برزیل می‌باشد
در تنها دیدار رسمی بین این دو تیم ایران تیم برنده زمین بوده‌است
در بازی دوستانه سال ۱۳۵۵ هر دو تیم در این بازی از بازیکنان اصلی خود استفاده نکردند و این بازی در زمره دیدارهای رسمی فیفا قرار نگرفته‌است

## اولین بازی
اولین بازی بین این دو تیم در تاریخ ۳۱ خرداد ۱۳۵۱ در شهر رکیف برزیل در جام استقلال این کشور با نتیجه یک بر یک به پایان رسید

## بررسی کلی بازیها
| بردهای ایران | ۱ بازی |             | گل‌های ایران | ۳ گل                             |        | بازی‌های برگزار شده در ایران | ۱ بازی |
| مساوی        | ۱ بازی | گل‌های برزیل | ۵ گل        | بازی‌های برگزار شده در کشور بی‌طرف | ۲ بازی |                             |        |
| بردهای برزیل | ۱ بازی |             |             | بازی‌های برگزار شده در برزیل      | ۰ بازی |                             |        |
| مجموع بازی‌ها | ۳ بازی | مجموع گل‌ها  | ۸ گل        | مجموع بازی‌ها                     | ۳ بازی |                             |        |

## عنوان بازیها
| #   | عنوان بازی    | تعداد بازی | برد ایران | برد برزیل | مساوی |
| --- | ------------- | ---------- | --------- | --------- | ----- |
| ۱   | دوستانه       | ۲          | ۰         | ۱         | ۱     |
| ۲   | فوتبال المپیک | ۱          | ۱         | ۰         | ۰     |
| جمع | جمع           | ۳          | ۱         | ۱         | ۱     |

## میزبان و میهمان
| بازیهایی که در ایران برگزار شده‌است        | بازیهایی که در ایران برگزار شده‌است | بازیهایی که در ایران برگزار شده‌است | بازیهایی که در ایران برگزار شده‌است |
| تیم                                       | برد                                | مساوی                              | باخت                               |
| ----------------------------------------- | ---------------------------------- | ---------------------------------- | ---------------------------------- |
| ایران                                     | ۰                                  | ۱                                  | ۰                                  |
| برزیل                                     | ۰                                  | ۱                                  | ۰                                  |
| بازیهایی که در برزیل برگزار شده‌است.       |                                    |                                    |                                    |
| تیم                                       | برد                                | مساوی                              | باخت                               |
| ایران                                     | ۰                                  | ۰                                  | ۰                                  |
| برزیل                                     | ۰                                  | ۰                                  | ۰                                  |
| بازیهایی که در کشوری بی‌طرف برگزار شده‌است. |                                    |                                    |                                    |
| تیم                                       | برد                                | مساوی                              | باخت                               |
| ایران                                     | ۱                                  | ۰                                  | ۱                                  |
| برزیل                                     | ۱                                  | ۰                                  | ۱                                  |

## فهرست کلی بازیها
| # | تاریخ     | نتیجه بازی        | ورزشگاه / شهر             | عنوان بازیها | گلزنان                                                        |
| - | --------- | ----------------- | ------------------------- | ------------ | ------------------------------------------------------------- |
| ۳ | ۱۳۸۹/۷/۱۵ | ایران ۰ - ۳ برزیل | ابوظبی، امارات            | بازی دوستانه | دنی آلوز (۱۴) – الکساندر پاتو (۶۸) – نیلمار (۲+۹۰)            |
| ۲ | ۱۳۵۵/۳/۷  | ایران ۲ - ۲ برزیل | ورزشگاه شهبانو فرح، تهران | بازی دوستانه | علیرضا عزیزی (۲۴) ناصر نورایی (۲۶) اریولتو (۱۵) – آلبرتو (۴۶) |
| ۱ | ۱۳۵۱/۶/۹  | ایران ۱ - ۰ برزیل | رگنسبورگ، آلمان           | المپیک ۱۹۷۲  | مجید حلوایی (۶۳)                                              |

## گلزنان
کلا ۳ بازیکن ایرانی و ۵ بازیکن برزیلی در مصاف‌های رو در روی این دو تیم موفق به گلزنی شده‌اند که هیچ بازیکنی موفق به ثبت دو گل نشده‌است.

### گلزنان ایران
- ۱ گل : علیرضا عزیزی – ناصر نورایی – مجید حلوایی

### گلزنان برزیل
- ۱ گل : دنی آلوز – الکساندر پاتو – نیلمار – اریولتو – آلبرتو